# The Wrong Side of Heaven and the Righteous Side of Hell, Volume 2
The Wrong Side of Heaven and the Righteous Side of Hell, Volume 2 è il quinto album in studio del gruppo alternative metal statunitense Five Finger Death Punch. L'album è stato anche pubblicato in versione deluxe, con l'aggiunta di un secondo disco contenente la registrazione dal vivo di alcuni brani del gruppo.
Il 21 ottobre 2016 l'album riceve la certificazione di Disco d'Oro dalla Recording Industry Association of America.

## Tracce
1. Here to Die – 3:00
2. Weight Beneath My Sin – 3:36
3. Wrecking Ball – 3:13
4. Battle Born – 3:43
5. Cradle to the Grave – 3:18
6. Matter of Time – 3:16
7. The Agony of Regret – 1:42
8. Cold (cover dei Black Blood Orchestra) – 3:47
9. Let This Go – 3:16
10. My Heart Lied – 3:35
11. A Day in My Life – 3:44
12. House of the Rising Sun (cover della canzone tradizionale) – 4:07

B-Side
1. Weight Beneath My Sin (feat. Ryan Clark) – 3:39

Tracce bonus dell'edizione giapponese
1. Burn MF (feat. Rob Zombie) (remix di Mr. Kane e Nikka Bling) – 2:50

Disco live dell'edizione deluxe
1. Intro – 1:00
2. Under and Over It – 4:09
3. Burn It Down – 4:07
4. American Capitalist – 3:33
5. Hard to See – 3:45
6. Coming Down – 5:07
7. Bad Company – 4:57
8. White Knuckles – 10:00
9. Drum Solo – 4:16
10. Far From Home – 2:29
11. Never Enough – 3:42
12. War Is the Answer – 5:44
13. Remember Everything – 5:14
14. No One Gets Left Behind – 3:49
15. The Bleeding – 7:16

## Formazione
- Ivan Moody – voce
- Zoltan Bathory – chitarra
- Jason Hook – chitarra
- Chris Kael – basso
- Jeremy Spencer – batteria

## Classifiche
| Classifica (2013)         | Posizione massima |
| ------------------------- | ----------------- |
| Australia                 | 29                |
| Austria                   | 17                |
| Canada                    | 6                 |
| Germania                  | 13                |
| Stati Uniti               | 2                 |
| Stati Uniti (Digital)     | 2                 |
| Stati Uniti (Hard Rock)   | 1                 |
| Stati Uniti (Independent) | 1                 |
| Stati Uniti (Tastemaker)  | 3                 |
| Stati Uniti (Top Rock)    | 14                |
| Svezia                    | 24                |
| Svizzera                  | 81                |